# Gujar
Gujar eller Gurjar är en folkgrupp i nordvästra Indien, Pakistan och Afghanistan. Av tradition är de nomader och boskapsskötare. Det är oklart vilka som ska räknas till gruppen, vilket innebär att deras antal i Indien uppskattas till mellan 16 och 67 miljoner.